# Жубан (Кызылординская область)
Жубан (каз. Жұбан; Жуан) — село в Казалинском районе Кызылординской области Казахстана. Входит в состав Сарыкольского сельского округа. Код КАТО — 434455300. Находится на западном берегу озера Жуан-Садырбай.

## Население
В 1999 году население села составляло 79 человек (49 мужчин и 30 женщин). По данным переписи 2009 года в селе проживало 125 человек (51 мужчина и 74 женщины).